# Psychologický román
Psychologický román je typ románové tvorby, ve které je hlavním tématem niterný (psychologický) stav ústředních postav. Ty jsou obvykle velmi složité, ale čtenář se z příběhu postupně dozvídá příčiny jejich myšlenek i chování a na konci je obvykle odhalení nebo osvobození od nějaké duševní trýzně. V Česku tento typ románů patří k těm nejkvalitnějším. Jako příklad české tvorby můžeme uvést například Egona Hostovského a jeho Všeobecné spiknutí, Jarmilu Glazarovou s její Vlčí jámou či román Neviditelný od Jaroslava Havlíčka. Ze současné zahraniční tvorby je hodnotný například román Sophiina volba amerického spisovatele Williama Styrona.
Za zakladatele psychologického románu je často mylně pokládán realistický spisovatel Fjodor Michajlovič Dostojevskij (Zločin a trest), jehož život byl výrazně ovlivněn vyhoštěním na Sibiř. Skutečným zakladatelem tohoto žánru je ve skutečnosti francouzský spisovatel Stendhal, který byl představitelem kritického realismu a romantismu. Psychologický román nám Stendhal poprvé představuje ve svém nejznámějším díle Červený a černý.